# 오대성
오대성(1985년 12월 2일 ~ )은 대한민국의 뮤지컬 배우이다.

## 학력
- 대경대학 뮤지컬학과

## 출연작

### 뮤지컬
- 《에스》 (2017년) - 태수 역
- 《별의 여인 선덕》 (2016년) - 지귀 역
- 《곽재우》 (2016년) - 곽재우 역
- 《아이 러브 유 비코즈》 (2013년) - 제프 역
- 《칵테일》 (2013년) - 지석 역
- 《올 댓 재즈 - 러브 인 뉴욕》 (2011년) - 유태민 역
- 《화랑》 (2011년) - 문노 역
- 《몬테크리스토》 (2011년)
- 《대장금》 (2010년)
- 《서편제》 (2010년)
- 《투란도트 》 (2010년)
- 《두번째 태양》 (2008년)
- 《종이비행기》 (2008년)
- 《꽃님》 (2006년)
- 《사슴아 사슴아》 (2006년)